# Cerianthus incertus
Espèce
Cerianthus incertus est une espèce de la famille des Cerianthidae.

## Systématique
Le nom valide complet (avec auteur) de ce taxon est Cerianthus incertus Carlgren, 1932.

## Publication originale
- Carlgren, O. (1932). Die Ceriantharien, Zoantharien und Actiniarien des arktischen Gebietes. Eine Zusammenstellung der arktischen Tierformen mit besonderer Berücksichtigung des Spitzbergen-Gebietes auf Grund der Ergebnisse der Deutschen Expedition in das Nördliche Eismeer im Jahre 1898. Gustav Fischer.Jena. 255-266.